# عبد العزيز الفليج
عبد العزيز إبراهيم الفليج مواليد دولة الكويت (1927 - 8 سبتمبر 2010)، وزير سابق ونائب سابق في مجلس الأمة الكويتي.

## سيرته
شارك في انتخابات مجلس الامة الكويتي في فصله التشريعي الثاني عام 1967 عن الدائرة الثانية (القبلة) ونجح بالانتخابات، كما كان عضوا في المجلس البلدي مدة ست سنوات، وتولى حقيبة وزارة الصحة من يناير عام 1965 إلى يناير عام 1971 وتم تكريمه عام 1999 والوزراء الذين تولوا حقيبة الصحة.